# كانتون بالينكو
كانتون بالينكو (بالإنجليزية: Palenque Canton)‏ هو كانتون في الإكوادور، يتبع مقاطعة لوس ريوس. بلغ عدد سكانها في تعداد عام 2001 20,658 نسمة.

## السكان
المجموعات العرقية اعتبارًا من التعداد الإكوادوري لعام 2010:
| العرقية               | النسبة |
| --------------------- | ------ |
| مونتوبيو              | 69.0%  |
| ميستيثو               | 23.4%  |
| الإكوادوريون الأفارقة | 5.1%   |
| اللاتينيون            | 2.1%   |
| السكان الأصليون       | 0.2%   |
| أخرى                  | 0.2%   |